# Loch Ranza
Loch Ranza ist eine kleine Bucht an der Nordküste der schottischen Insel Arran. Die etwa 1,4 km tiefe und maximal etwa 800 m breite Bucht liegt am Kilbrannan-Sund, der die Insel Arran von der Halbinsel Kintyre abtrennt, und verläuft in südsüdöstlicher Richtung. Am Kopf der Bucht nahe der Ortschaft Lochranza mündet der kleine Fluss Ranza in die Bucht. An der westlichen Einfahrt der Bucht befindet sich ein Fähranleger, den die regelmäßige Fähre nach Claonaig auf Kintyre bedient. Auf einer Landzunge an der Westküste liegt die Ruine der mittelalterlichen Burg Lochranza Castle.